# Ingrid Olsson (författare)

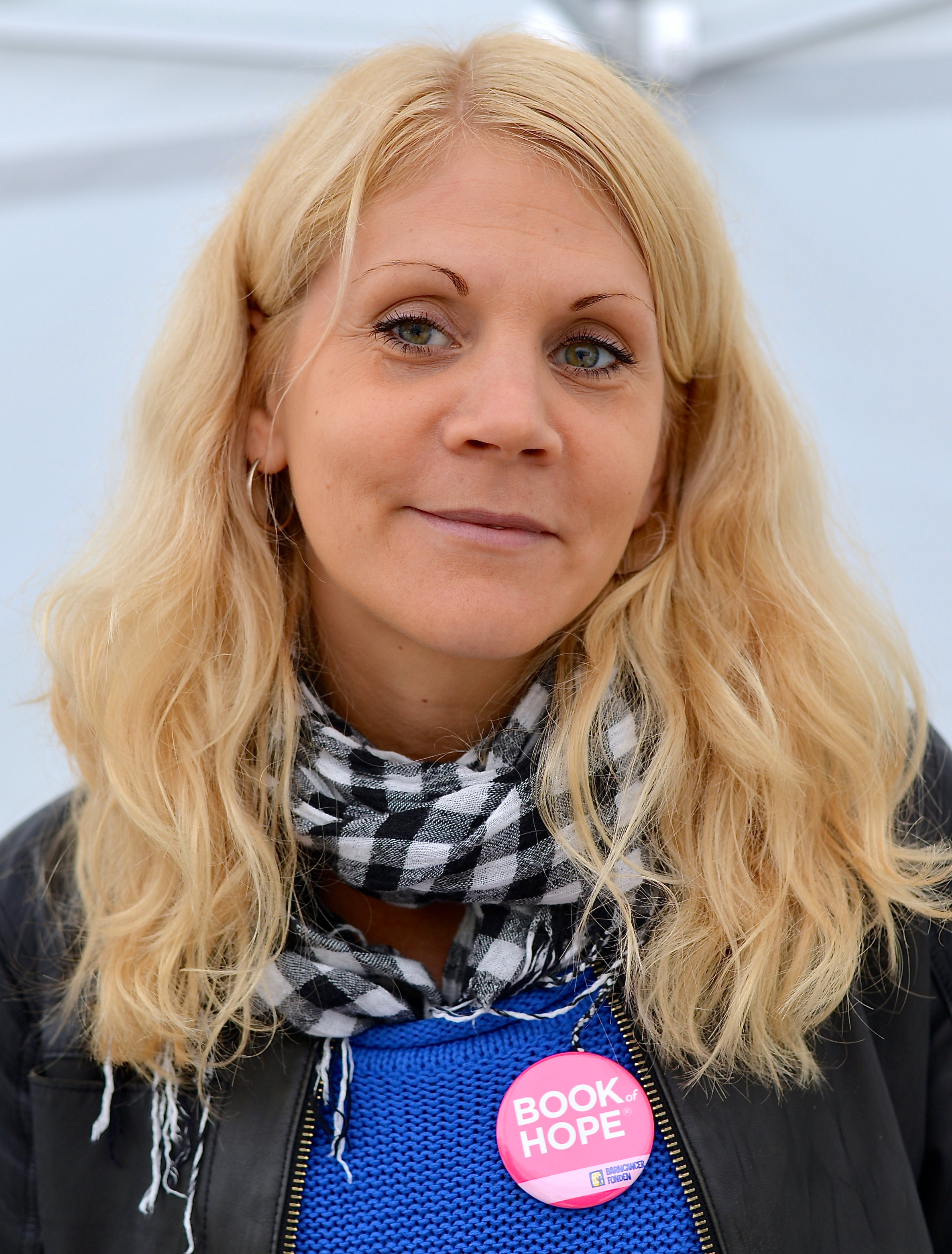
Ingrid Olsson i Kungsträdgården i Stockholm den 22 maj 2013 i samband med kampanjen Book of Hope för Barncancerfonden.

Ingrid Olsson, född 1977, är en svensk författare bosatt i Stockholm. 
Olsson skriver barn- och ungdomsböcker. Hon har gått skrivarlinjen på Bollnäs folkhögskola. 2003 debuterade hon med ungdomsboken Medan mamma sover.  Hon fick 2006 Hans Petersonstipendiet för Betong fjäril betong. Hon har även tilldelats Stockholms stads kulturstipendium 2007 och 2008 nominerades hon till Augustpriset för Ett litet hål i mörkret. 
År 2012 skrev hon sin första bok för barn i mellanåldern, novellsamlingen Blink, blink med stjärnan och år kom hennes första bilderbok, Modigaste killen i världen.
Sedan år 2017 är Ingrid Olsson ledamot i Svenska Barnboksakademin.

## Priser och utmärkelser
- Hans Petersonstipendiet 2006
- Stockholms stads kulturstipendium 2007
- Nominerad till Augustpriset 2008 för Ett litet hål i mörkret